# یواس‌اس سالودا (آی‌ایکس-۸۷)
یواس‌اس سالودا (آی‌ایکس-۸۷) (به انگلیسی: USS Saluda (IX-87)) یک کشتی است که طول آن ۸۹ فوت (۲۷ متر) می‌باشد. این کشتی در سال ۱۹۳۸ ساخته شد.